# Olga Peretiatko
Olga Aleksandrovna Peretiatko (en russe : Ольга Александровна Перетятько) est une soprano russe née le 21 mai 1980 en RSFSR à Léningrad (aujourd'hui Saint-Pétersbourg), où elle a grandi.

## Biographie

### Formation
À 15 ans, Olga Peretiatko chante au sein de la chorale d'enfants du Théâtre Mariinski. Formée à l'académie des arts dans sa ville natale, elle poursuit ses études à l'académie de musique Hanns Eisler de Berlin et les termine à l’Opernstudio de l'opéra de Hambourg. En 2007, encore étudiante, elle est la récipiendaire du second prix au concours international Operalia parrainé par le ténor Plácido Domingo.

### Carrière
Le répertoire étendu d'Olga Peretiatko inclut des opéras de Händel, Mozart, Wagner, Strauss, et surtout Rossini, lors du festival de Pesaro.
En 2010, elle commence une carrière internationale dans le rôle-titre du Rossignol (Stravinsky) au festival d'Aix-en-Provence rapidement suivi par des représentations à Toronto, New York, Lyon et Amsterdam.
Membre de l'académie Rossiniana de Pesaro, elle chante très régulièrement dans cette ville ((elle demeure dans ses environs)[pas clair]) lors du Rossini Opera Festival. Elle interprète Corinna et la comtesse de Folleville (Le Voyage à Reims, 2006), Desdemone (Otello, 2007 ; rôle qu'elle endosse également à Lausanne en 2006), Giulia (La scala di seta, 2009), Aldamira (Sigismondo, 2010)  et le rôle-titre de Matilde di Shabran, qu'elle chante en 2012 avec Juan Diego Flórez et Paolo Bordogna sous la direction orchestrale de son mari, Michele Mariotti, à l'occasion du Rossini Opera Festival de 2012.
Olga Peretiatko s'est également produite à la Mozartwoche de Salzbourg (2013), au Deutsche Oper, à l’opéra national de Berlin, à l’opéra national de Munich, au Théâtre des Champs-Élysées (Paris), à La Fenice (Venise) et à la Folle Journée de Nantes.
Lors du festival de Pentecôte 2015 au palais des festivals de Baden-Baden, elle interprète le rôle-titre de La traviata dans la mise en scène de Rolando Villazón.

### Vie privée
Elle est mariée au chef d'orchestre italien Michele Mariotti.
Ils sont divorcés depuis 2018.

## Discographie sélective
- Semiramide riconosciuta de Meyerbeer, Naxos, Catalogue N° 8.660205-06, 2005
- La donna del lago de Rossini, Naxos, Catalogue N° 8.660235-36, 2007
- La bellezza del canto, Sony Classical, 2011

## Vidéographie
- Matilde di Shabran, Decca Unitel, DVD 0747 3813, 2013